# Diakovár vára
Diakovár vára (horvátul: Utvrda Đakovo) egy várhely Horvátországban, az Eszék-Baranya megyei Diakovár városában. 

## Fekvése
Diakovár központjában, a székesegyház és a püspöki palota mögött található egy falmaradványa.

## Története
Diakovár 1349-től volt a boszniai püspökség székhelye. A mai székesegyház elődje 1355-ben épült és nem sokkal ezután erődítésekkel vették körül. A várat a boszniai püspök birtokaként 1387-ben „Castrum Diako” néven említik először. Ebben az időszakban gyakran tartózkodott itt a bosnyák és a magyar király is. Stipan Tvrtko bosnyák bán itt vette feleségül Dorotea bolgár hercegnőt. 1410-ben itt töltötte a karácsonyi ünnepeket Zsigmond magyar király és Cillei Borbála királyné. A vár és a város 1536-ban került török kézre és 150 évig török uralom alatt állt. Jakova néven a szendrői szandzsák része lett. A várat Evlija Cselebi leírásából ismerjük, aki hegyvidéki várnak írja le. A vár ötszögletű volt és téglából épült. Azt állítja, hogy csak egyetlen kapuja van, és hogy a várároktól szinte megközelíthetetlen. Rámutat arra is, hogy a horvátok és a szlávok államának erős védőbástyája volt és most bevehetetlen török erőd. A vár és a város 1687-ben szabadult fel a török uralom alól, de ekkor teljesen leégett. A középkori várból csak a székesegyház és a püspöki palota között húzódó falszakasz maradt meg a szokatlan középkori pártázattal és lőrésekkel. 1697-ből maradt fenn a középkori vár ábrázolása. Eszerint négyszögletes erőd volt, sarkain négyszögletes bástyákkal és a város irányába épített háromoldalú ravelinnel . Mivel a lerombolt vár akkor már romokban állt, valószínűleg egy, az újjáépítéshez készített tervrajzról van szó. 

## A vár mai állapota
Diakovár középkori várából mára csak egy pártázatos falszakasz maradt, mely a székesegyház és a püspöki palota mögött található. Állítólag még mindig vannak további kisebb maradványok a püspöki palota parkjában, egykori épületek és egy titokzatos földalatti folyosó nyomai.